# باسكوال مادوث
كان باسكوال مادوث كاتباً وصحفياً ويعتبر من ابرز الشخصيات السياسية التي ظهرت في القرن التاسع عشر، وكان قد استقر في بداية حياته المهنية في برشلونة. وولد مادوث في مدينة بنبلونة الأسبانية عام1806, وفي عام 1813 انتقل مع عائلته للعيش في مقاطعة بربشتر الأسبانية، حيث أتم تعليمه الأساسي في إحدى مدارس المقاطعة، وفي عام 1823 التحق بجامعة سرقسطة لدراسة القانون، حيث شارك في الدفاع عن قلعة مونزون في عام 1823 مقابل جيش مائة ألف من أبناء سانت لويسوالذي تم كان سجنه بعدها. وبعد ذلك توجه لدراسة القانون الكنسي حيث أنهى دراسته الجامعية عام 1828.
تم نفي مادوث إلى فرنسا من عام 1830 إلى عام 1832, حيث كرّس تلك الفترة التي قضاها في العاصمة الفرنسية باريس ومدينة ترش الفرنسية لدراسة الجغرافيا والإحصاء. ولقد تمكن بعد ذلك من العودة إلى إسبانيا بعد صدور العفو العام من قبل الملكة ماريا كريستينا دي بوربون، حيث كان هو المسؤول عن تنظيم الأمور المتعلقة بإقامة جلالتها في برشلونة، وحتى بدايات عام 1833 كان المسؤول عن القاموس الجغرافي العالمي الذي نشر في برشلونة، ولقد تخرج عام 1834 وحصل على شهادة في الحقوق، وفي نفس العام قام بوضع خطة من أجل تأليف قاموس يحتوي مصطلحات جغرافية
وتاريخية، وبعض مصطلحات الإحصاء التي تتعلق بإسبانيا وبعض من ممتلكاتها في المناطق المجاورة، والذي أصبح متوفر للجمهور عام 1850 حيث اشتهر بقاموس مادوث.
ومنذ عام 1836 أصبح مادوث نائباً في الكونجرس في عدد من الانتخابات، وأصبح أيضا رئيس مجلس النواب خلال فترة قصيرة من الزمن في بداية عام 1855.
في عام 1843 أصبح مادوث المسؤول عن حزب المعارضة التقدمي ضد اسبارتيرو أول أمير لفيرغارا، غيبوثكوا التابعة لمنطقة إقليم الباسك شمال إسبانيا بعد ثورة فيكالفارا 1854. وفي التاسع من أغسطس/ آب تم تعينه رئيس لحكومة برشلونة. بعد ذلك تمكن من الوصول لمقعد نائب، ومن ثم رئيساً للسلطة التشريعية، وفي الواحد والعشرون من شهر يناير/كانون ثاني تم المصادقة على قرار وضعه وزيراً لخزينة الدولة، وفي تلك المناسبة قام بتقديم مشروعه المشهور الذي يتعلق بمصادرة الأملاك العامة من أجل دعم خزينة الدولة. وفي عام 1860 قام بتأسيس وإدارة جماعة لا بينينسولار.
بعد ثورة لاغلوريوسا عام 1868 أصبح مادوث حاكماً لمدريد، لكنه لم يستمر في حكمه لفترة طويلة، بعد ذلك قام بالترشح لمنصب دوق لمدينة أوستا الايطالية، لكن بعد ذلك توفي في الثالث عشر من ديسمبر/كانون أول من عام 1870 في مدينة جنوة شمال إيطاليا.
وتخليداً لذكرى هذه الشخصية المهمة فقد تم تشيد تذكار له في إحدى شوارع بنبلونة الرئيسية، حيث مسقط رأسه.